# McLaren MP4-28
O McLaren MP4/28 é o carro de Fórmula 1 desenhado por Paddy Lowe foi o modelo da McLaren na temporada de 2013. Condutores: Jenson Button e Sergio Pérez.
O carro foi lançado dia 31 de janeiro de 2013.

## Lançamento
O lançamento foi realizado na sede da Mclaren, como parte da comemoração dos 50 anos da marca e pôde ser acompanhado em seu site, com transmissão ao vivo. Nele, os 5 melhores carros de corrida da McLaren alinham em um "falso" grid dentro da sede. Em ordem, os carros foram: McLaren M8, M23, MP4/4, MP4/14 e a MP4/23. Depois disso, os dois pilotos vieram em carros da marca. Pérez, numa MP4/12C, seguia na frente de Button, que dirigia uma McLaren P1. Depois de uma conversa com a apresentadora, eles revelaram o carro.

## Resultados[4]
(legenda) (em itálico indica volta mais rápida)
| Ano  | Chassi | Motor               | Pneus | N° | Pilotos       | 1   | 2   | 3   | 4   | 5   | 6   | 7   | 8   | 9   | 10  | 11  | 12   | 13  | 14  | 15  | 16  | 17  | 18  | 19  | Pontos | Posição |  |
| ---- | ------ | ------------------- | ----- | -- | ------------- | --- | --- | --- | --- | --- | --- | --- | --- | --- | --- | --- | ---- | --- | --- | --- | --- | --- | --- | --- | ------ | ------- |  |
|      |        |                     |       |    |               |     |     |     |     |     |     |     |     |     |     |     |      |     |     |     |     |     |     |     |        |         |  |
|      |        |                     |       |    |               | AUS | MAL | CHN | BHR | ESP | MON | CAN | GBR | GER | HUN | BEL | ITA} | SIN | KOR | JAP | IND | ABD | EUA | BRA |        |         |  |
| 2013 | MP4-28 | Mercedes FO 108F V8 | P     | 5  | Jenson Button | 9   | 17† | 5   | 10  | 8   | 6   | 12  | 13  | 6   | 7   | 6   | 10   | 7   | 8   | 9   | 14  | 12  | 10  | 4   | 122    | 5º      |  |
| 2013 | MP4-28 | Mercedes FO 108F V8 | P     | 6  | Sergio Perez  | 11  | 9   | 11  | 6   | 9   | 16† | 11  | 20† | 8   | 9   | 11  | 12   | 8   | 10  | 15  | 5   | 9   | 7   | 6   | 122    | 5º      |  |

* Campeão da temporada.
† Completou mais de 90% da distância da corrida.